# Saint-Pierre (Bas-Rhin)
Saint-Pierre (deutsch Sankt Peter) ist eine französische Gemeinde mit 613 Einwohnern (Stand 1. Januar 2021) im Département Bas-Rhin in der Region Grand Est (bis 2015 Elsass). Die Einwohner werden Saint-Pierrois genannt.

## Geografie
Die Andlau, ein Nebenfluss der Ill, fließt durch das Gemeindegebiet. Saint-Pierre liegt in der Oberrheinebene, 14 Kilometer nördlich von Sélestat und 27 Kilometer südwestlich von Straßburg.
Nachbargemeinden von Saint-Pierre sind Barr im Norden, Zellwiller im Nordosten, Stotzheim im Osten, Epfig im Süden, Eichhoffen im Westen sowie Mittelbergheim im Nordwesten.

## Geschichte
Von 1871 bis zum Ende des Ersten Weltkrieges gehörte Sankt Peter als Teil des Reichslandes Elsaß-Lothringen zum Deutschen Reich und war dem Kreis Schlettstadt im Bezirk Unterelsaß zugeordnet.

### Bevölkerungsentwicklung
| Jahr      | 1910 | 1962 | 1968 | 1975 | 1982 | 1990 | 1999 | 2007 | 2013 |
| Einwohner | 323  | 283  | 326  | 363  | 368  | 460  | 532  | 594  | 593  |

## Wappen
Das Wappen zeigt auf Blau einen von rechts hereinragenden Arm in Gold, der einen nach oben zeigenden Schlüssel in Silber hält. Der Schlüssel stellt das Attribut des namengebenden Simon Petrus dar.

## Kultur und Sehenswürdigkeiten
Saint-Pierre ist mit zwei Blumen im Conseil national des villes et villages fleuris (Nationalrat der blühenden Städte und Dörfer) vertreten. Die „Blumen“ werden im Zuge eines regionalen Wettbewerbs verliehen, wobei maximal vier Blumen erreicht werden können. 
Bauwerke
- Die Kirche Saint-Arbogast trägt die Jahreszahl 1852 auf dem Portal.[4]
- Das Château d'Ittenwiller (Ittenweiler)[5] basiert auf einer im Jahre 1115 gegründeten Augustinerpriorei. 1661 ließ der Bischof von Straßburg die verfallenen Gebäude restaurieren und zu einem Schloss erweitern. Es ist seit 1937 in das Zusatzverzeichnis der Monuments historiques eingetragen und befindet sich im Besitz der Familie Andlau.[6]
- Im 19. Jahrhundert gab es bis zu sieben aktive Mühlen am Muhlbach. Drei davon sind noch erhalten.[7]

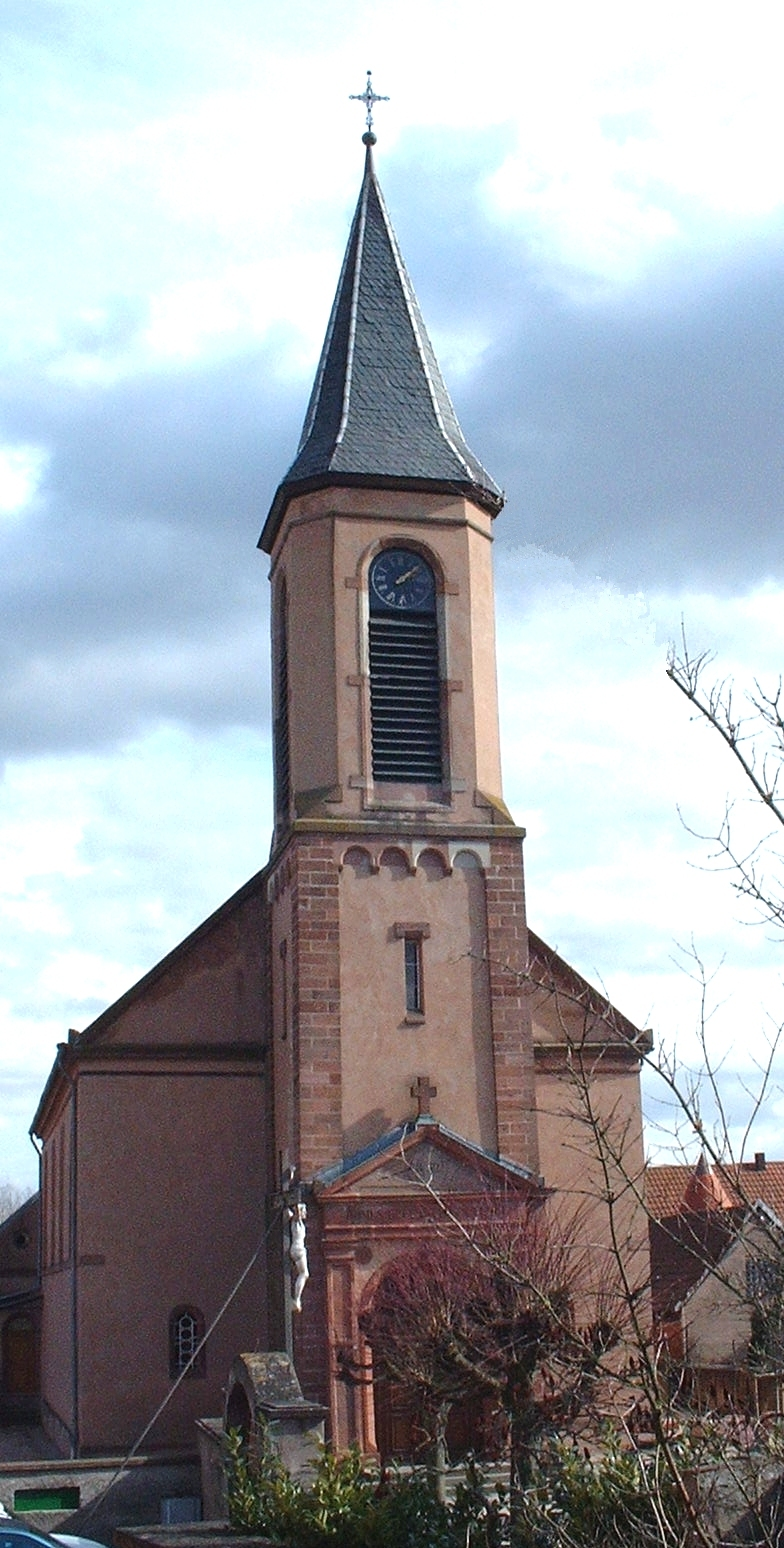
Kirche Saint-Arbogast
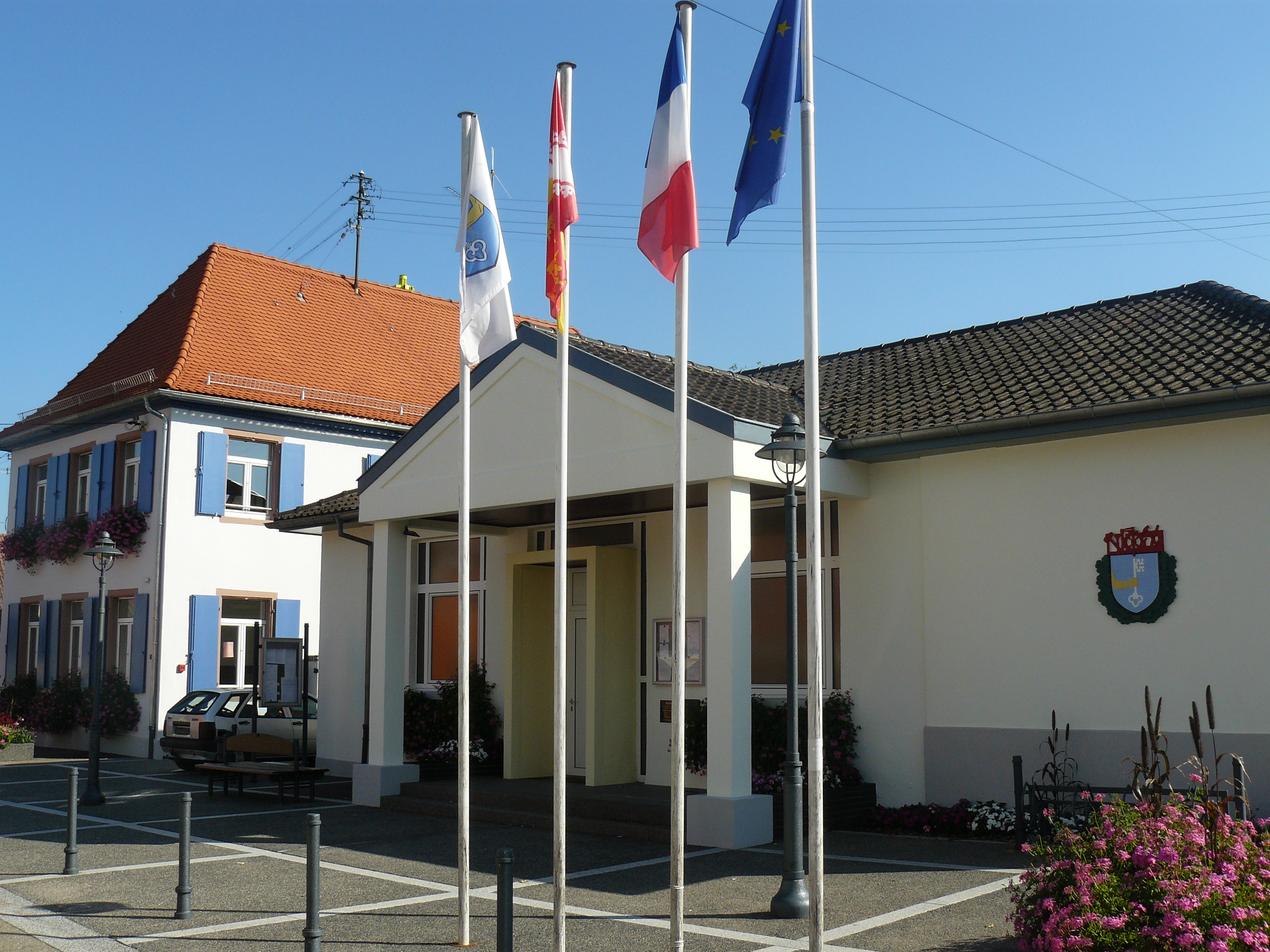
Mairie Saint-Pierre

## Wirtschaft
Ein wichtiger Erwerbszweig in Saint-Pierre ist der Weinbau, der Ort liegt an der Elsässer Weinstraße. Die Bedeutung des Tourismus nimmt zu.